# Bad Kreuzen
Bad Kreuzen è un comune austriaco di 2 282 abitanti nel distretto di Perg, in Alta Austria; ha lo status di comune mercato (Marktgemeinde).